# Maurício
Maurício dos Santos Nascimento (São Paulo, 20 september 1988) is een Braziliaans voetballer die bij voorkeur als centrale verdediger speelt. 

## Clubcarrière
Maurício komt uit de jeugdopleiding van SE Palmeiras, dat hem in september 2007 verhuurde aan CRB. Daarna verhuurde Palmeiras hem aan Grêmio, Portuguesa en EC Vitória. Maurício verhuisde in maart 2012 transfervrij naar Joinville EC, dat hij op zijn beurt in januari 2013 verruilde voor SC Recife.
Maurício verliet Brazilië in 2013 en tekende op 5 juli van dat jaar een contract voor vier jaar bij Sporting Lissabon. Dat betaalde ongeveer een half miljoen euro voor hem aan Recife. Gedurende de twee jaar dat Maurício onder contract stond bij de Portugese club, werd hij daarmee achtereenvolgens tweede en derde in de Primeira Liga. Het laatste half jaar van zijn dienstverband, bracht hij niettemin op huurbasis door bij SS Lazio. Omdat hij in de eerste helft van het seizoen één wedstrijd meedeed in het bekertoernooi dat Sporting dat jaar won, werd dit officieel wel de eerste nationale prijs die hij won.
Lazio huurde Maurício in januari 2015 voor een half jaar van Sporting Lissabon, met daarbij een verplichte optie tot koop ter waarde van €2.650.000,-. Zodoende verruilde hij in juli 2015 definitief van club.
Hij werd verhuurd aan Spartak Moskou en Legia Warschau. Sinds medio 2018 speelt hij in Maleisië voor Johor Darul Ta'zim FC.

## Erelijst
| Taça de Portugal | 1x | 2014/15 |